# Беседа, Сергей Орестович
Серге́й Оре́стович Бесе́да (род. 17 мая 1954, СССР) — российский деятель органов безопасности, руководитель 5-й Службы (Служба оперативной информации и международных связей) ФСБ России в 2009—2024 годах, генерал-полковник.

## Биография
Родился 17 мая 1954 года.
С 2003 года заместитель руководителя департамента — начальник Управления координации оперативной информации Департамента анализа, прогноза и стратегического планирования ФСБ России. С 2004 года первый заместитель руководителя службы — руководитель Департамента оперативной информации Службы анализа, прогноза и стратегического планирования ФСБ России. С 2009 года — руководитель Службы оперативной информации и международных связей ФСБ России (5-я Служба).
4 марта 2010 года в результате преобразования Межведомственной комиссии по участию РФ в «Группе восьми» в Межведомственную комиссию по участию РФ в «Группе восьми» и «Группе двадцати» был включён в состав комиссии в качестве представителя ФСБ России.
20—21 февраля 2014 года находился в Киеве с официальной задачей определить необходимый уровень физической защиты посольства Российской Федерации на Украине и других российских учреждений в Киеве. Существует версия, что настоящей целью визита было убедить руководство и силовиков Украины подавить Евромайдан силой. Запрашивал встречу с Виктором Януковичем, но не был принят. По мнению исследователя Восточной Европы Адриана Катарницкого, задачей Беседы было также заблокировать заключение компромиссного соглашения между Януковичем и оппозицией, а в случае неудачи привести в действие план России по разделению Украины. 4 апреля 2014 года в рамках досудебного расследования в уголовном производстве о многочисленных убийствах граждан Украины во время Евромайдана МИД Украины обратился к России с просьбой прояснить обстоятельства пребывания Беседы на Украине 20 и 21 февраля 2014 года.
16 октября 2014 года подписал Соглашение о взаимной защите секретной информации с директором Канцелярии Совета по национальной безопасности и защите секретной информации Правительства Сербии Гораном Матичем.
В марте 2022 года, по сведениям журналистов Андрея Солдатова и Ирины Бороган, был арестован за предоставление недостоверной разведывательной информации в преддверии вторжения России на территорию Украины. 8 апреля 2022 года, по словам Солдатова, Сергея Беседу перевели в СИЗО Лефортово.
С лета 2024 года — советник директора ФСБ России.
24 марта 2025 года на переговорах с США в Эр-Рияде Сергей Беседа и сенатор Григорий Карасин возглавили делегацию экспертов от России.

## Санкции
16 июля 2014 года внесён санкции США, 26 июля 2014 года внесён в список персональных санкций Евросоюза.
16 марта 2022 года, на фоне вторжения России на Украину, внесён в санкционный список Швейцарии.
Также находится в санкционных списках Великобритании, Канады, Украины и Австралии.

## Семья
Сыновья — Антон и Алексей.